# 胡人天
胡人天（1991年1月21日—），出生于成都，中国足球运动员，司职中场，现效力于中超球队天津泰达。

## 职业生涯
胡人天少年时期进入高丰文足球学校接受足球训练。2007年，天津泰达与高丰文足校开展合作关系，引进了胡人天在内的7名年轻球员进入梯队。胡人天在梯队中表现出色，于2009赛季夏天被提升进一线队，并在联赛第16轮同大连实德的比赛中下半时替补蒿俊闵登场。第20轮对阵江苏舜天的表赛中，胡在第89分钟绝杀对手，攻入了一线队的处子球。之后在主教练阿里汉的调教下，胡人天逐渐成为一线队的主要轮换球员，并于2010年入选中国国青队和国家队。